# 李贞 (曹国公)

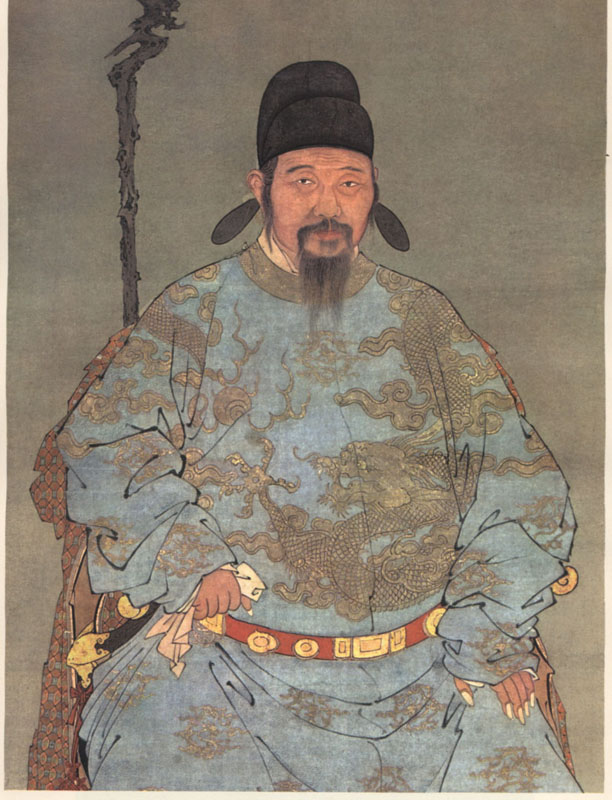
明人繪《李貞像》，現藏於南京博物院

李貞（1304年—1379年），汉族，盱眙（今屬江蘇省）人，元朝末年政治人物，明朝開國功臣，朱元璋姐夫。

## 生平
李貞早年娶朱元璋的二姐朱佛女（後追封曹國公主）為妻，生有一子李保兒（岐陽王李文忠乳名），至正十一年（1351年）曹國公主朱佛女去世，日後李貞為躲避戰亂，因此帶著年幼的李文忠離開家鄉，避居至淮東，李貞之後聽聞朱元璋駐兵於滁州，遂攜子前往滁州投奔朱元璋，朱元璋大喜，厚待李貞與其子李文忠，李文忠時年十六歲，自此跟隨朱元璋率軍征伐。
洪武元年（1368年），朱元璋建立明朝，封姐夫李貞為恩親侯、驸马都尉，洪武五年（1372年）加封為右柱国曹国公，明太祖賜給李貞位於皇城內城的宅第，明太祖多次臨幸，太子朱标和諸王亦時常去問候姑父起居，李貞晚年謙虛抑制，平居戒奢以儉。洪武十二年（1379年）李貞病重，明太祖獲知消息後立即趕往李貞的宅邸，握著李貞的手說：“還識朕否？”，李貞仰面對著朱元璋哭泣，朱元璋亦流淚不止，朱元璋回宮後，派往探問李貞病情的使臣絡繹不絕，不久李貞去世，享年七十六，明太祖震悼，為李貞輟朝三日，並追贈李貞為隴西王，谥曰恭獻。

## 家族

### 妻妾
- 正妻曹國公主朱佛女
- 繼妻陳氏，封淑德夫人

### 子
- 岐陽王李文忠